# Château de Quinéville
Le château de Quinéville est une demeure, du XVIIIe siècle, qui se dresse sur le territoire de la commune française de Quinéville dans le département de la Manche, en région Normandie.

## Localisation
Le château est situé à 200 mètres au sud de l'église Notre-Dame de Quinéville, dans le département français de la Manche.

## Historique
Au XIIe siècle, le fief de Quinéville est la possession de la famille de Montauban. Le 1er avril 1416, le roi d'Angleterre Henri V le confisque à Robert de Montauban partisan du roi de France, et le donne en fief à Thomas Burgh. Les Montauban le récupèreront en 1450 à la fin du conflit franco-anglais et le conserveront jusqu'à en 1527, date à laquelle, Catherine de Montauban vend la seigneurie de Quinéville, avec celle de Gonneville, à Jean La Guette, non noble, trésorier extraordinaire des finances du roi, et dont la fille épousera un fils de Martin Dancel, riche laboureur de Tourlaville.
À partir de 1565, et jusqu'à la Révolution, il est entre les mains de la famille Dancel, riche famille des environs de Cherbourg. On trouve parmi celle-ci, Gilles Dancel, écuyer, lieutenant général du bailli de Cotentin, qui figure dans le rôle du ban et d'arrière-ban de la vicomté de Valognes, qu'il dresse, les 20 et 22 octobre 1567 et est taxé de huit livres pour son fief de Quinéville, demi-fief de haubert relevant de la vicomté et châtellenie de Saint-Sauveur-le-Vicomte, et qui est également taxé dans le rôle de Carentan pour son fief d'Audouville.
Lors de la bataille de la Hougue (29 mai 1692), François Dancel, écuyer, nouveau seigneur de Quinéville, avec le roi d'Angleterre, Jacques II et son fils naturel Jacques Fitz-James qu'il a eu de sa maitresse Arabella Churchill, assistent avec à leurs côtés le maréchal de Bellefonds, à la victoire de la flotte anglo-hollandaise sur la flotte française du vice-amiral de Tourville.
Pendant la Révolution, son propriétaire Georges-Antoine Dancel, résidant à Paris, sera enfermé à la Conciergerie, et son épouse, Madeleine Louise Pulchérie du Moncel, qui réside au château sera incarcérée à l'hôtel de Beaumont, consécutivement à l'inscription de leur fils, Charles Antoine Dancel, officier aux Gardes françaises, sur la liste des émigrés. Celui-ci rejoindra l'armée de Condé et trouvera la mort, un an après son départ, à Bruxelles. Le château est alors saccagé, notamment son pigeonnier avec ses 2 000 boulins.
Durant cette période, Madeleine Dancel de Breuilly, nièce de Charles Antoine, qui avait entamé son noviciat au couvent des Augustines de Bayeux, mais dissout par le Conseil du district, trouvera refuge au château, qui avait été confié à la garde d'un jardinier. Elle épousera, le 8 mai 1795, dans la maison commune de Valognes, le nouveau curé jureur du village, Armand Fafin, avec lequel elle aura un fils handicapé qui sera confié deux jours après sa naissance à l'hôpital civil.
En 1815, les héritiers de Georges-Antoine Dancel vendent le château au comte Louis de Mesnildot, maire de Valognes de 1816 à 1821, qui y logera de nombreuses décennies. Au gré des successions, il changea plusieurs fois de mains pour arriver en 1976 dans celles de madame Lenoir-lemaire, qui avec l'aide de l'association « Les Amis du Château de Quinéville », s'est efforcée à le restaurer.
Lors de la Seconde Guerre mondiale le château a été occupé par la Wehrmacht et a reçu, en 1942, le maréchal Rommel lors de sa tournée d'inspection des défenses de la côte est du Cotentin.

## Description
Du château fort des XIe – XIIe siècle il ne subsiste que des voûtes. Le château qui hébergea le roi Jacques II lors de la bataille de la Hougue a probablement été détruit à cette époque, pour être rebâti au même emplacement au début du XVIIIe siècle.
Le château du XVIIIe siècle se présente, côté cour d'honneur, sous la forme d'un logis, avec un corps central en légère saillie décoré de deux pilastres cannelés à colonnes ioniques avec chapiteaux surmonté d'un fronton triangulaire sculptée, qui arbore au premier étage une grande porte-fenêtre avec un balcon et une balustrade en fer forgé de style Louis XV. L'ensemble est encadré par deux pavillons, dont les fenêtres des rez-de-chaussée sont à linteaux en arcs et à l'étage à linteaux droits.
Au fronton on peut voir deux écus ovales accompagnés d’attributs militaires à l'antique, figurant les armes de Louis du Mesnildot : d'azur au chevron d'argent accompagné de trois croix d'or, 2 et 1, et de Marie-Olympe de Monti (1814-1892) : d'azur à la bande d'or accompagnée de deux monts de six coupeaux de même.
À l'arrière, la façade qui donne sur un parc à la française est agrémentée d'un perron à double révolution.
Dans le parc se dresse l'énigmatique grande cheminée, ainsi qu'une glacière au toit conique peut être du XIVe siècle. On y stockait les denrées à l'abri de la chaleur dans un cône enfoui dans le sol à l’aplomb du toit. Avec sa porte d'entrée située au nord, la neige ou la glace que l'on y avait entassé fondait lentement, l'eau de fonte étant drainée par un système de canalisations.

## Le château au cinéma
- 2024 : Les Rois de la piste de Thierry Klifa[14].